# Tomislav Jablanović
Tomislav Jablanović (Dolac, 18. svibnja 1921. – Mosbach, 10. rujna 1986.) bio je hrvatski prelat Katoličke Crkve koji je služio kao pomoćni biskup vrhbosanski od 1971. do 1986. godine.

## Životopis
Rodio se u obitelji Rude i Luce r. Babić u Docu kod Travnika, 18. svibnja 1921. godine. Otac mu je bio sudski činovnik, a majka domaćica. Imao je još dva brata i tri sestre. Osnovnu školu završio je u Docu kod sestara milosrdnica, a sjemenišnu gimnaziju u Travniku. Teologiju je studirao na Vrhbosanskoj bogosloviji u Sarajevu od 1939. do 1944. godine. Za svećenika je zaređen 30. studenog 1943. godine. Službovao je kao kateheta srednjoškolaca u Sarajevu. Od 13. lipnja 1945. do 13. lipnja 1953. bio je lišen slobode, a kaznu je izdržavao u Zenici. I pet godina nakon izlaska iz zatvora bio je lišen građanskih prava, tako da je tek od 1959. do 1960. odslužio vojni rok.
Kao župnik iz Bistrice kod Bugojna, 1960. godine, zatražio je dopuštenje ordinarijata za nastavak studija teologije na Bogoslovnom fakultetu u Zagrebu. Polaganje razlike predmeta potrajalo je dvije godine te je diplomirao 1. travnja 1963. godine. Doktorirao je temom „Islamska apologetska argumentacija” pod vodstvom Đure Gračanina.
Nadbiskup Čekada imenovao ga je 12. studenog 1970. rezidencijalnim kanonikom u Sarajevu, a 16. studenog iste godine imenovan je za pomoćnog biskupa u Sarajevu te naslovnog biskupa biskupije Aquae in Dacia. Za biskupa je posvećen 18. travnja 1971. godine. U okviru Biskupske konferencije bio je 1973. član Vijeća za obitelj, a 1976. predsjednik Vijeća za laike. Godine 1983. bio je predsjednik Vijeća za hrvatsku emigraciju. Od 1968. godine bio je na prijedlog BKJ korespondent Tajništva za odnose s nekršćanima, a 26. travnja 1985. kardinal Agostino Casaroli imenovao ga je članom istog tajništva. Od 1978. do 1983. bio je generalni tajnik BKJ.
Od 1971. do smrti predavao je osnovno bogoslovlje i islam na Vrhbosanskoj bogosloviji u Sarajevu. Od 1967. do 1971. predavao je na Bogoslovnom fakultetu u Zagrebu povijest religija i islama.
Za vrijeme pohoda Hrvatskoj katoličkoj misiji u Mosbachu 10. rujna 1986. umire od srčanog udara. Pokopan je u Zagrebu, 16. rujna 1986.

### Članci
- Zovkić, Mato. 1987. U spomen dr. Tomislavu Jablanoviću (1921 - 1986). Bogoslovska smotra. Sveučilište u Zagrebu - Katolički bogoslovni fakultet. Zagreb. 57 (1–2): 104–106

| Titule u Katoličkoj Crkvi           | Titule u Katoličkoj Crkvi                            | Titule u Katoličkoj Crkvi |
| ----------------------------------- | ---------------------------------------------------- | ------------------------- |
| prethodnik Anton Bonaventura Jeglič | Pomoćni biskup vrhbosanski 1971.–1986.               | nasljednik Pero Sudar     |
| prethodnik uspostavljeno            | Naslovni biskup biskupije Aquae in Dacia 1971.–1986. | nasljednik Martin Luluga  |